# Solomon Minor
Solomon Minor (ros. Соломон Алексеевич Минор, ur. 1826 w Romny, zm. 21 stycznia 1900 w Wilnie) – rosyjski rabin, publicysta. Rabin Mińska, od 1869 do 1892 rabin Moskwy, potem w Wilnie. Jego synem był neurolog Łazar Minor.